# Derrotismo revolucionario
El derrotismo revolucionario es un concepto basado en la idea marxista de la lucha de clases que obtuvo especial relevancia con Vladímir Lenin durante la Primera Guerra Mundial. Desde la idea de que el proletariado no podía ganar en una guerra capitalista, Lenin declaró que los enemigos reales eran los líderes imperialistas que enviaban a las clases bajas a la batalla como carne de cañón. Según argumentó, los trabajadores ganarían más a partir de la derrota de sus propias naciones si la guerra se reconvirtiera en guerra civil y posteriormente en revolución internacional.
Inicialmente rechazada por todos los socialistas salvo los más radicales en la Conferencia de Zimmerwald de 1915, el concepto parece haber ganado apoyos de una parte cada vez mayor de los socialistas, especialmente en Rusia en 1917, después de que fuera reafirmado con vehemencia en las Tesis de abril de Lenin, a medida que se acumulaban las pérdidas bélicas de Rusia, incluso después de la Revolución de Febrero (el Gobierno provisional mantuvo a Rusia en el conflicto).
El derrotismo revolucionario contrasta, empleando la terminología de Lenin, al «defensismo revolucionario» y al patriotismo social o chovinismo social.